# 尼古拉·古萨罗夫
尼古拉·伊万诺维奇·古萨罗夫（俄語：Никола́й Ива́нович Гуса́ров，1905年7月21日（格里历：8月3日）—1985年3月17日），苏联党和国家领导人。曾任彼尔姆州委第一书记，白俄罗斯共产党中央第一书记，图拉州委第一书记等职。

## 生平
- 1905年7月21日出生于沙俄阿斯特拉罕省沙列夫斯基区尼古拉耶夫村的一个工人家庭。
- 1919年11月-1921年11月，察里津省尼古拉耶夫地区民兵，骑兵部队服役。
- 1921年11月-1922年6月，尼古拉耶夫地区苏维埃执行委员会主席。
- 1922年6月-1923年1月，共青团察里津省尼古拉耶夫地区团委组织部负责人。
- 1923年1月-6月，尼古拉耶夫地区《Krasny pakhar》报副编辑。
- 1923年6月-1924年6月，俄共（布）察里津省尼古拉耶夫地区情报部门工作。
- 1924年5月-1925年8月，共青团察里津省尼古拉耶夫地区团委组织部主任。1925年加入俄共（布）。
- 1925年8月-1926年11月，俄共（布）察里津省省委讲师。
- 1926年11月-1927年11月，共青团Khopyorsk区委执行书记。
- 1927年11月-1929年2月，边防部队服役。
- 1929年2月-1930年2月，霍皮奥尔区《Krasny pakhar》报副编辑。
- 1930年-1931年，莫斯科汽车和拖拉机学院学习。期间，1930年2月-1931年9月，苏联集体农庄人员培训小组负责人，集体农庄共青团委员会主席。
- 1931年9月-1933年9月，莫斯科航空学院的航空工程学院学习。
- 1933年9月-1935年3月，东哈萨克斯坦州Chalobay国营农场政治部负责人。
- 1935年3月-1937年3月，东哈萨克斯坦州切尔诺-埃尔蒂什州立农场政治部长。
- 1937年3月-1938年3月，莫斯科航空学院的航空工程学院学习。期间，1937年9月-1938年3月，联共（布）莫斯科航空学院党委书记。
- 1938年3月-4月，联共（布）中央领导部门工作。
- 1938年4月-7月，联共（布）斯维尔德洛夫斯克市委第二书记。
- 1938年7月，联共（布）斯维尔德洛夫斯克市委第三书记。
- 1938年8月-1939年1月，联共（布）斯维尔德洛夫斯克市委第二书记。期间，1938年10月-1939年2月，彼尔姆州工会组织局第一书记。
- 1939年3月-1946年4月，联共（布）莫洛托夫（彼尔姆）州委第一书记。
- 1946年4月-1947年3月，联共（布）中央监察委员会监察员。
- 1947年3月-1950年6月，白俄罗斯共产党（布）中央第一书记。
- 1950年6月-1953年5月，联共（布）中央监察员。
- 1953年5月-12月，苏共中央委员会工会和共青团部科长。
- 1953年11月-1955年8月，苏共图拉州委第一书记。
- 1955年11月-1957年11月，俄罗斯苏维埃联邦社会主义共和国地方工业部副部长。
- 1957年11月-1958年6月，俄罗斯苏维埃联邦社会主义共和国部长会议高级助理。
- 1958年6月-1965年2月，俄罗斯苏维埃联邦社会主义共和国部长会议苏维埃机构部高级讲师。
- 1965年2月-11月，俄罗斯苏维埃联邦社会主义共和国部长会议苏维埃机构部乌拉尔和西西伯利亚地区小组组长。
- 1965年11月-1971年7月，俄罗斯苏维埃联邦社会主义共和国部长会议组织和指导部副主任。
- 1971年7月-1984年，俄罗斯苏维埃联邦社会主义共和国部长会议顾问。
- 1984年退休。
- 1985年3月17日于莫斯科逝世，享年79岁。葬于莫斯科顿河修道院公墓。

古萨罗夫是联共（布）18大，第18次代表会议代表，第18届中央候补委员。第1-4届苏联最高苏维埃联盟院代表，第1届俄罗斯苏维埃联邦社会主义共和国最高苏维埃代表。

## 荣誉
- 四次列宁勋章
- 劳动红旗勋章
- 两次荣誉勋章